# 조평호
조평호(趙平鎬, 1985년 8월 7일 ~ )는 전 KBO 리그 NC 다이노스의 내야수이다.

## 현대 유니콘스시절
2004년에 입단하였다. 2007년 퓨처스 올스타전에서는 홈런 레이스 1위를 차지했다. 이 해에 퓨처스 리그에서 17홈런을 기록했다.

## 넥센 히어로즈시절
2008년 4월 1일 한화 이글스와의 경기에서 마무리 투수 브래드 토마스를 상대로 끝내기 안타를 기록했다. 이 안타는 그의 프로 데뷔 첫 안타였다.
2011년 8월에 공익근무요원 소집이 해제되었고, 그 해 5경기에 출장했다.

## NC 다이노스시절
2011년 처음으로 시행된 2차 드래프트에서 전체 1순위로 NC 다이노스로 이적했다. 2012년 퓨처스 리그에서 주전 1루수, 4번 타자로 기용됐고, 기대에 부응해 준수한 활약을 했다.
2013년이 되어서 모창민, 조영훈에 밀려 1루수 자리를 내주는 듯했지만, 모창민이 햄스트링 부상으로 빠지자 그가 1군에 올라왔다. 2013년 4월 5일 삼성 라이온즈전에서 팀의 첫 홈런을 기록하였고 이는 그의 데뷔 첫 홈런이자, 장외 홈런이었다.
2014년 퓨처스 리그에서 타율 0.338, 101안타, 58득점, 62타점, 11홈런을 기록했고, 퓨처스 리그(남부) 박노민과 함께 홈런 1위를 기록했다.
2015년 퓨처스 리그에서 타율 0.336, 85안타, 52득점, 82타점, 15홈런을 기록했고, 퓨처스 리그 타점 1위를 기록했다.
2018년 9월 10일 방출되었다.

## 경력

### 수상
- 2014년 퓨처스 리그(남부) 홈런상
- 2015년 퓨처스 리그 타점상

## 에피소드
- 2015년 12월 13일 서울특별시 서초구 더팔래스호텔에서 김유정 씨와 결혼했다. 그는 “가장이 되는 만큼 가정에 충실하고 그라운드에선 멋진 플레이 보일 수 있도록 노력하겠다”라고 말했다.[7]

## 출신 학교
- 덕성초등학교(안산리틀)
- 중앙중학교
- 부천고등학교

## 통산 기록
| 연도 | 팀명  | 타율  | 경기 | 타수 | 득점 | 안타 | 2루타 | 3루타 | 홈런 | 루타 | 타점 | 도루 | 도실 | 볼넷 | 사구 | 삼진 | 병살 | 실책 |
| ---- | ----- | ----- | ---- | ---- | ---- | ---- | ----- | ----- | ---- | ---- | ---- | ---- | ---- | ---- | ---- | ---- | ---- | ---- |
| 2006 | 현대  | 0.000 | 9    | 6    | 1    | 0    | 0     | 0     | 0    | 0    | 1    | 0    | 0    | 2    | 0    | 2    | 0    | 0    |
| 2007 | 현대  | 0.000 | 8    | 5    | 2    | 0    | 0     | 0     | 0    | 0    | 0    | 0    | 0    | 1    | 0    | 3    | 1    | 0    |
| 2008 | 우리  | 0.067 | 14   | 15   | 1    | 1    | 0     | 0     | 0    | 1    | 1    | 0    | 0    | 1    | 1    | 4    | 1    | 0    |
| 2011 | 넥센  | 0.000 | 5    | 5    | 0    | 0    | 0     | 0     | 0    | 0    | 0    | 0    | 0    | 0    | 0    | 3    | 0    | 0    |
| 2013 | NC    | 0.266 | 26   | 79   | 12   | 21   | 6     | 0     | 2    | 33   | 7    | 1    | 0    | 6    | 0    | 24   | 1    | 6    |
| 2014 | NC    | 0.000 | 2    | 2    | 0    | 0    | 0     | 0     | 0    | 0    | 0    | 0    | 0    | 0    | 0    | 0    | 0    | 0    |
| 2015 | NC    | 0.364 | 22   | 22   | 4    | 8    | 2     | 0     | 1    | 13   | 3    | 0    | 0    | 0    | 0    | 6    | 1    | 0    |
| 2016 | NC    | 0.167 | 3    | 6    | 1    | 1    | 0     | 0     | 0    | 1    | 0    | 0    | 0    | 1    | 0    | 1    | 1    | 0    |
| 2017 | NC    | 0.227 | 29   | 44   | 4    | 10   | 3     | 0     | 1    | 16   | 4    | 0    | 1    | 6    | 1    | 13   | 2    | 2    |
| 통산 | 9시즌 | 0.223 | 118  | 184  | 25   | 41   | 11    | 0     | 4    | 64   | 16   | 1    | 1    | 17   | 2    | 56   | 7    | 8    |